# Agauopsis brevipalpus
Agauopsis brevipalpus är en kvalsterart som först beskrevs av Édouard Louis Trouessart 1889.  Agauopsis brevipalpus ingår i släktet Agauopsis och familjen Halacaridae. Inga underarter finns listade i Catalogue of Life.